# Elie Rousset
 Elie Rousset  (nacido el 5 de setiembre de 1989) es un tenista profesional francés.

## Carrera
Su mejor ranking individual es el N.º 454 alcanzado el 22 de julio de 2013, mientras que en dobles logró la posición 342 el 29 de julio de 2013.
No ha logrado hasta el momento títulos de la categoría ATP ni de la ATP Challenger Tour, aunque sí ha obtenido varios títulos Futures tanto en individuales como en dobles.